# Africa (piosenka Toto)
Africa – utwór nagrany przez amerykański zespół rockowy Toto w 1981 r. na czwarty studyjny album Toto IV, wydany jako trzeci singiel albumu 30 września 1982 r. przez studio Columbia Records. Piosenkę napisali członkowie zespołu David Paich i Jeff Porcaro.

## Powstanie utworu
Początkowy pomysł i tekst piosenki pochodzą od Davida Paicha. Paich bawił się nową klawiaturą CS-80 i odkrył dźwięk w typie trąbki, który stał się początkowym riffem. Ukończył melodię i teksty refrenu w około dziesięć minut, ku swojemu zaskoczeniu. Paich twierdzi, że udoskonalał teksty przez sześć miesięcy, po czym pokazał je reszcie zespołu.
W 2015 roku Paich wyjaśnił, że piosenka jest o miłości do kontynentu, Afryki, bardziej niż tylko o romansie. Oparł teksty na nocnym filmie dokumentalnym przedstawiającym afrykańską sytuację i cierpienie. Oglądanie wywarło trwały wpływ na Paicha: „Poruszyło mnie to i przeraziło, a zdjęcia po prostu nie opuściły mojej głowy. Próbowałem sobie wyobrazić, jak bym się z tym czuł, gdybym tam był i co bym zrobił”. Jeff Porcaro wyjaśnia dalej: „Biały chłopiec próbuje napisać piosenkę o Afryce, ale ponieważ nigdy tam nie był, może powiedzieć tylko to, co widział w telewizji lub pamięta z przeszłości”.
Niektóre dodatkowe teksty dotyczą osoby przylatującej na spotkanie z samotnym misjonarzem, jak to opisał Paich w 2018 roku. Jako dziecko Paich uczęszczał do szkoły katolickiej; kilku jego nauczycieli wykonało pracę misjonarską w Afryce. Ich misjonarska praca stała się inspiracją dla wersu: „Błogosławię deszcze w Afryce”. Paich, który w tym czasie nigdy nie postawił stopy w Afryce, oparł opisy krajobrazowe piosenki na artykułach z National Geographic.
Podczas występu w stacji radiowej KROQ-FM Steve Porcaro i Steve Lukather opisali utwór jako „głupi” i „eksperyment”, a niektóre teksty jako „głupkowate”, które były tylko tekstami zastępczymi, szczególnie wers o Serengeti. Inżynier Al Schmitt stwierdził, że „Africa” to druga piosenka napisana dla Toto IV, nad którą intensywnie pracowano w studiu. Według Steve’a Porcaro była to ostatnia piosenka, którą nagrali i ledwo udało się ją złożyć. W pewnym momencie Jeff Porcaro rozważał pozostawienie „Afryki” na solowy album, ponieważ niektórzy członkowie nie sądzili, że piosenka brzmi jak Toto. Zespół był bardziej skupiony na głównym singlu albumu „Rosanna”.

## Kompozycja
Muzycznie, stworzenie piosenki zajęło trochę czasu. Steve Porcaro, grający w zespole na syntezatorach, przedstawił Paichowi Yamahę CS-80, polifoniczny syntezator analogowy i poinstruował go, aby napisał piosenkę specjalnie z myślą o tym instrumencie. Paich skłaniał się ku dźwiękowi mosiężnego fletu, który uważał za wyjątkową alternatywę dla fortepianu. Porcaro zaprogramował sześć ścieżek GS 1, aby emulować dźwięk kalimby. Każda ścieżka zawierała jedno-trzy dźwiękowe wyrażenie gamelan o różnych parametrach muzycznych. Brat Steve’a Porcaro, Jeff, grał swoje fragmenty na żywo.
Jeff Porcaro przyznał również, że wpływ na niego miały dźwięki innych muzyków sesyjnych z Los Angeles, Milta Hollanda i Emila Richardsa. Opisał także znaczenie perkusistów z afrykańskiego pawilonu podczas nowojorskich targów światowych w 1964 r. oraz National Geographic Special. Aby odtworzyć te dźwięki, on i jego ojciec Joe Porcaro wykonali pętle perkusyjne odpowiednio na kapslach i marimbach.
Miałem około 11 lat, kiedy odbyły się Światowe Targi w Nowym Jorku, i wraz z rodziną pojechałem do afrykańskiego pawilonu. Widziałem prawdziwą rzecz... To był pierwszy raz, gdy byłem świadkiem, jak ktoś gra jeden rytm i nie odchodzi od niego, jak religijne doświadczenie, gdzie robi się głośno i wszyscy wpadają w trans.

## Odbiór
Krytycy chwalili kompozycję i wykonanie Toto. W lutym 1983 piosenka osiągnęła pierwsze miejsce na liście Billboard Hot 100 w Stanach Zjednoczonych i jest jedynym numer jeden zespołu na liście Billboard. Piosenka pozostała na szczycie przez jeden tydzień (5 lutego 1983 r.). „Africa” znalazła się również w pierwszej dziesiątce w Wielkiej Brytanii, Kanadzie, Irlandii, Holandii, Nowej Zelandii i Szwajcarii.
W 2012 r. „Africa” znalazła się na 32. miejscu listy „50 Most Explosive Choruses” magazynu muzycznego NME.
Piosenka została wykorzystana w wielu memach internetowych, pojawiła się w programach telewizyjnych, takich jak Stranger Things, Family Guy, Chuck i South Park, i została wykorzystana przez CBS podczas relacji z pogrzebu byłego prezydenta RPA Nelsona Mandela, choć nie bez kontrowersji.
Kalendarium certyfikatów RIAA:
- 6x multiplatyna, 2020-10-20
- 5x multiplatyna, 2019-12-09
- 4x multiplatyna, 2018-10-30
- 3x multiplatyna, 2018-10-30
- 2x multiplatyna, 2017-09-27
- platyna, 2017-09-27
- złoto, 1991-10-07

## Teledysk
W teledysku wyreżyserowanym przez Steve’a Barrona (który wcześniej współpracował z grupą nad klipem „Rosanna”), wykorzystano wersję radio edit. 
Akcja filmu dzieje się gdzieś w Afryce. Badacz (grany przez członka zespołu Davida Paicha) przeszukuje bibliotekę próbując dopasować fragment rysunku afrykańskiej tarczy do książki, z której został wyrwany. W czasie gdy mężczyzna jest pochłonięty przez poszukiwania, pracująca (m.in. stempluje czyjś amerykański paszport) przy pobliskim biurku kobieta (w tej roli piosenkarka Jenny Douglas-McRae) od czasu do czasu uważnie mu się przygląda. W tym samym czasie tubylec z tarczą podobną do tej na ilustracji zbliża się do biblioteki. Kiedy badacz znajduje książkę zatytułowaną Afryka, tubylec rzuca włócznią w jeden z regałów, przewracając stos książek, które z kolei przewracają zapaloną lampę naftową. Upuszczona na podłogę Afryka otwiera się na stronie, z której wyrwano fragment, ale spada na nią wspomniana lampa i podpala ją. Sceny są przerywane m.in. ujęciami wirującego globusa i zespołu występującego na stosie gigantycznych książek, na szczycie którego znajduje się egzemplarz Afryki.
W tym klipie Mike Porcaro, na basie, zastąpił Davida Hungate, który opuścił zespół jeszcze przed powstaniem wideo. Lenny Castro pojawia się w teledysku grając na instrumentach perkusyjnych.
Wideoklip wyemitowano po raz pierwszy w październiku 1982. Opublikowany 22 maja 2013 w YouTube miał 15 czerwca 2022 prawie 773 miliony wyświetleń.

## Instalacja w Namibii
W styczniu 2019 r. uruchomiono instalację dźwiękową w nieujawnionym miejscu na pustyni Namib, aby odtwarzać piosenkę w zapętleniu. Instalacja jest zasilana bateriami słonecznymi, co pozwala na odtwarzanie piosenki w nieskończoność.

## Skład
- David Paich – wokal prowadzący i wspierający, syntezator, fortepian
- Bobby Kimball – wokal prowadzący i wspierający
- Steve Lukather – gitara elektryczna, chórki
- Steve Porcaro – syntezatory
- David Hungate – gitara basowa
- Jeff Porcaro – perkusja, dzwonek, gong, dodatkowa perkusja

Muzycy gościnni:
- Lenny Castro – kongi, shakery, dodatkowe instrumenty perkusyjne
- Timothy B. Schmit – 12-strunowa gitara akustyczna, chórki
- Joe Porcaro – instrumenty perkusyjne, marimba
- Jim Horn – flety